# Корсун, Николай Нестерович
Николай Нестерович Корсун (1911—1998) — капитан Советской Армии, участник Великой Отечественной войны, Герой Советского Союза (1945).

## Биография
Николай Корсун родился 23 февраля 1911 года в селе Ярмаки (ныне — Миргородский район Полтавской области Украины). После окончания электромеханического техникума работал электриком на заводе имени Фрунзе в городе Константиновка Сталинской области Украинской ССР. В 1932 году Корсун был призван на службу в Рабоче-крестьянскую Красную Армию. В 1934 году он окончил Ташкентское кавалерийское училище, в 1942 году — курсы усовершенствования офицерского состава. С августа 1941 года — на фронтах Великой Отечественной войны.
К апрелю 1945 года гвардии старший лейтенант Николай Корсун командовал эскадроном 58-го гвардейского кавалерийского полка 16-й гвардейской кавалерийской дивизии 7-го гвардейского кавалерийского корпуса 1-го Белорусского фронта. Отличился во время боёв в Германии. 26 апреля 1945 года эскадрон Корсуна переправился через канал Зило и ворвался в город Бранденбург. В результате штурма местного авиационного завода было захвачено 146 самолётов-бомбардировщиков, 12 складов, 6 вагонов с грузами. 23-27 апреля 1945 года эскадрон Корсуна успешно отражал немецкие контратаки, уничтожив несколько сотен солдат и офицеров противника.
Указом Президиума Верховного Совета СССР от 31 мая 1945 года за «образцовое выполнение боевого задания командования в борьбе с немецкими захватчиками и проявленные при этом мужество и героизм» гвардии старший лейтенант Николай Корсун был удостоен высокого звания Героя Советского Союза с вручением ордена Ленина и медали «Золотая Звезда» за номером 6452.
В 1946 году в звании гвардии капитана Корсун был уволен в запас. Вернулся в Константиновку, где работал сначала нормировщиком, затем мастером доменной печи на заводе имени Фрунзе. Умер 16 марта 1998 года, похоронен в Константиновке.
Был также награждён орденами Красного Знамени, Отечественной войны 1-й степени, Красной Звезды, рядом медалей.